# روبرت أوبراين
روبرت أوبراين (بالإنجليزية: Robert O'Brien)‏ (و. 1908 – 1987 م) هو سائق فورمولا 1، ومهندس، وكاتب سيناريو، وسائق سيارة سباق أمريكي، توفي عن عمر يناهز 79 عاماً.